# EDSAC

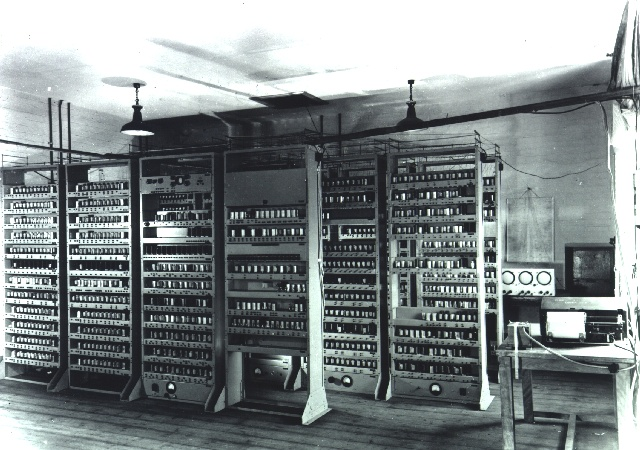
O Electronic Delay Storage Automatic Calculator em 1948.

EDSAC (Electronic Delay Storage Automatic Calculator) foi um dos primeiros computadores fabricados no Reino Unido em 1949.
Foi criado por Maurice Wilkes na Universidade de Cambridge, Inglaterra. Foi inspirado no trabalho de John von Neumann na máquina EDVAC.
Foi construído no Laboratório Matemático da Universidade de Cambridge entre 1946 e 6 de maio de 1949, quando executou seu primeiro programa, permanecendo em uso até 11 de julho de 1958. O EDSAC foi um dos primeiros computadores com armazenamento de programas, possuindo uma memória que podia ser lida ou gravada, e ocupava uma sala inteira; incluía três tubos de raio catódicos de matriz de pontos 35 × 16 para mostrar graficamente o estado da memória do computador. Como parte de uma tese sobre a interação humano-computador, Alexander S. Douglas, um doutorando em matemática na universidade, usou uma dessas telas para representar outras informações para o usuário; ele escolheu fazer isso mostrando o estado atual de um jogo.

## Leitura de apoio
- The Preparation of Programs for an Electronic Digital Computer by Professor Sir Maurice Wilkes, David Wheeler and Stanley Gill, Addison–Wesley, Edition 1, 1951

- 50th Anniversary of EDSAC – Dedicated website at the University of Cambridge Computer Laboratory.

- Birch, Bryan; Swinnerton-Dyer, Peter (1965). «Notes on Elliptic Curves (II)». J. Reine Angew. Math. 165 (218): 79–108. doi:10.1515/crll.1965.218.79